# Pablo Cobo
Pour les articles homonymes, voir Cobo.
 (mai 2025).
Pablo Cobo, est un acteur, chanteur et musicien français, né le 17 juillet 1998 à Paris. Il est connu pour incarner le rôle d'Alex dans la série télévisée Stalk.

## Biographie
Il né dans une famille de cinéphiles avec un père réalisateur de films documentaires. Repéré à 11 ans par une directrice de casting, il décroche un premier petit rôle dans le téléfilm La Bête curieuse de Laurent Perreau en 2017, puis dans plusieurs courts métrages.
En 2020, sort Jeunesse sauvage, le premier film dans lequel Pablo Cobo tient un rôle principal. Au moment du casting, il n’avait jamais joué dans un film auparavant. Il a été préparé pendant un an par le réalisateur, Frédéric Carpentier,.

## Filmographie
Sauf indication contraire, les informations mentionnées dans cette section peuvent être confirmées par la base de données cinématographiques IMDb,  présente dans la section « Liens externes ».

### Cinéma

#### Longs métrages
- 2017 : Rattrapage de Tristan Séguéla : Antonin
- 2019 : Madre de Rodrigo Sorogoyen : Mathieu
- 2020 : Jeunesse sauvage de Frédéric Carpentier : Raphaël[6]
- 2021 : Le Test d'Emmanuel Poulain-Arnaud : Jérémie Peschard
- 2022 : Tropic d'Edouard Salier : Lazaro Guerrero
- 2026 : De Gaulle : La France libre d'Antonin Baudry

### Courts et moyens métrages
- 2017 : After School Knife Fight de Caroline Poggi et Jonathan Vinel : Näel
- 2018 : Rien ne s'oppose au jour de Romain Kronenberg
- 2019 : Le Bonheur le bonheur de Blandine Garchery
- 2019 : Une fille et des garçons de Téo Yacoub : Pablo
- 2019 : Un jour bien ordinaire de Corentin Coëplet et Ovidie
- 2019 : La Couleur de nos ombres d'Antoine Bui : L'amant
- 2019 : Vortex de Kristell Chenut et Vincent Lacrocq : Driss
- 2020 : Tout est vrai de Romain Kronenberg : Pablo
- 2020 : The Desert de Daphski : le jeune voyageur
- 2021 : Nuit verte de Jean-Marhieu Massoni et Marie Léa Regales : Salvador

### Télévision

#### Téléfilms
- 2017 : La Bête curieuse de Laurent Perreau : Clément
- 2024 : Olympe, une femme dans la Révolution de Mathieu Buisson et Julie Gayet : Théodore Gérard

#### Séries télévisées
- 2019 : Alex Hugo : Jonas Malto (saison 5, épisode 1 La Balade sauvage)
- 2020-2021 : Stalk : Alex (20 épisodes)
- 2022 : Des gens bien ordinaires : Dylan (4 épisodes)
- 2025 : Carême : Charles de Flahaut
- 2025 : Malditos : Jo